# Marius Grout
Marius Grout (n. 8 noiembrie 1903, Fauville-en-Caux, Haute-Normandie, Franța – d. 1 mai 1946, Le Havre, Franța) a fost un scriitor francez care a câștigat Premiul Goncourt în 1943.

## Viața
Tatăl său a fost poștaș în St. Saire, lângă Neufchâtel-en-Bray. A ales să predea. În 1932, s-a alăturat Societății Religioase a Prietenilor.
La sfârșitul anilor 1930, s-a împrietenit cu un grup de scriitori, printre care Emile Danoën și fostul său elev Pierre Aubery.
În 1937 a publicat prima sa carte, Kagawa, prin Societatea Prietenilor. A câștigat Premiul Goncourt în 1943 pentru romanul său Passage de l'homme.
A murit la Le Havre și a fost înmormântat la Incheville.
O școală din Rouen, una din Montivilliers și școala primară din Saint-Saire îi poartă numele.

## Opera
- Kagawa, biografie, 1937
- Le Poète et le Saint, eseu, 1938
- Le Déluge, théâtre, 1939
- Musique d’Avent, Paris, Gallimard, 1941
- Mysticisme et poésie, Paris, Albin Michel, 1942
- Le vent se lève, Paris, Gallimard, 1942
- Passage de l'homme, Paris, Gallimard, 1943, Gallimard, Prix Goncourt
- Poèmes, Paris, Gallimard, 1944
- Un Homme perdu, Paris, Gallimard, 1945
- Poèmes à l’inconnue, Paris, Le Seuil, 1945
- À un Jeune Poète, Paris, Éditions du Pavois, 1945
- Kagawa, le Gandhi japonais, Paris, Presses d’Île-de-France, 1946